# Aerogelové textilní vlákno

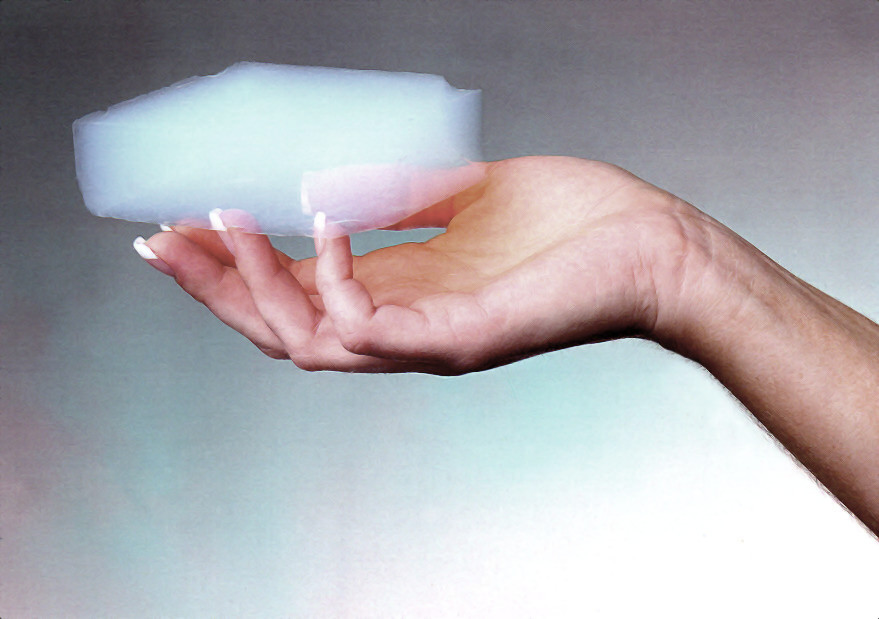
Aerogelový monolitní blok (z 90. let 20. století)

Aerogelové textilní vlákno je výrobek ze syntetického materiálu s vysokou porozitou a mnoha vynikajícími fyzikálními vlastnostmi.

## Z historie aerogelu
Americký chemik Kistler zveřejnil v roce 1931 svůj vynález aerogelu, což byl v principu gel bez kapaliny, ale se zachovanou porézní strukturou. S průmyslovou výrobou na bázi Kistlerova vynálezu přišla jako první firma Monsanto (monolitní bloky a prášek z křemičitanů). Monsanto však v 70. letech po 30 letech výrobu aerogelu zastavilo, protože byla příliš nebezpečná a drahá. Od 80. let vyrábí několik firem granuláty a monolitní bloky z organosilikátů, od konce 90. let se vyrábějí aerogelové vláknové kompozity, asi od poloviny 2. dekády 21. století jsou na trhu textilie povrstvené aerogelem a kompozity s aerogelovými vlákny.
V roce 2022 se odhadoval celosvětový výnos z prodeje aerogelových produktů na 1,3 miliardy USD, údaje o podílu textilních vláken na této částce nejsou publikovány. Vice než polovina aerogelů je z křemičitanů, asi 40 % z polymerů a uhlíku. Více než polovina byla použita na rohože z největší části pro izolace naftovodů a plynovodů. Hodnotu aerogelových produktů ukazuje např. cenová relace: aerogelová houba o rozměrech 2,5 x 2,5 x 1 cm vyrobená z  oxidu křemičitého (SiO2) stojí až 50 USD, zatímco extrudovaná polystyrenová pěna stejné velikosti stojí kolem 7 USD. Většina aerogelových výrobků jsou trojrozměrné bloky, granuláty a fólie. Některé negativní vlastnosti těchto druhů (nízká pevnost v tahu a roztažnost, křehkost) se dají zlepšit aerogelem ve formě vláken. Laboratorní pokusy s výrobou aerogelových vláken začaly  teprve ve 2. dekádě 21. století.
V roce 2022 nebyl známý žádný výrobek z aerogelových vláken, který by se mohl prosadit na trhu. Do budoucna se však počítá se snížením výrobních nákladů a s tím, že zákazníci z oboru  medicínské techniky a astronautiky pak budou ochotni koupit tyto poměrně drahé produkty.

## Výroba aerogelových vláken
Postup výroby závisí na chemickém složení a požadovaném využití vláken. Nejčastěji se postupuje sol-gelovou syntézou. Připraví se vhodný prekurzor, který se převede na gel a vhodnou metodou se zvlákní. Získané vlákno se skládá z gelu, tzn. pevné fáze, která obsahuje velké množství rozpouštědla. Rozpuštědlo je nutné z gelu odstranit tak, aby nedošlo k narušení 3D struktury gelu. Zpravidla se využívá postupná náhrada rozpouštědla za oxid uhličitý, ten je poté možno odstranit superkritickým sušením. Tím se zabrání zhroucení struktury gelu působením kapilárních sil, a vlákno si uchová porézní strukturu, vysoký měrný povrch a nízkou hustotu. Čínští výzkumníci oznámili v prosinci 2023, že vyvinuli aerogelové vlákno s polururetanovým pláštěm s vynikajícími termoizolačními vlastnostmi. Výroba je však dosud asi desetkrát pomalejší než např. konvenční mokré zvlákňování.
Vhodným materiálem pro přípravu aerogelových vláken může být grafenoxid, oxid titaničitý, celulóza, silika, polyimidy, polyvinylalkohol nebo kevlar.

## Vlastnosti a použití
Vlastnosti vláken jsou z velké části závislé na použití vhodného druhu z uvedených materiálů a výrobních technologií. 
Vlákna jsou vhodná pro výrobu příze a všech druhů plošných textilií. Aerogelové vlákno může mít: ⌀ pórů 2-50 nm, poréznost až 99 %, měrný povrch až 1000 m²/g, tepelnou vodivost 0,015 Wm−1K−1,tažnou pevnost 30 MPa, snášet teploty od -200 do +600°C, absorpční kapacita dosahuje až 263 mg.g−1, možná je proměnlivá průhlednost a matnost výrobku, LOI až 46.
Jako možné použití se uvádějí: tepelné izolace, požární ochrana, přenosné nástroje a funkční textilie.
Uvedené vlastnosti vláken a možnosti použití se vztahují na výsledky laboratorních pokusů. Průmyslově vyráběná aerogelová vlákna nebyla do roku 2022 známá. Kapacita evropské výrobní průmyslové jednotky by měla (podle plánu z roku 2022) dosáhnout asi 2000 litrů aerogelu za rok.

## Aerogelovékompozity zpevněné textilními vlákny
jsou známé od posledních let 20. století. Pro zpevnění se používají nejčastěji skleněná vlákna ve formě stříže nebo jako filament. S příměsí vláken se získává především vyšší tažná pevnost (na úkor zvýšení specifické hmotnosti). 
Kompozity vznikají tak, že se vlákna přidávají do výchozího sol-gelu, aerogel vstřikuje do plošné textilie, textilie se povrstvuje aerogelem nebo jako plošný útvar z vrstev textilií, aerogelu a příp. jiných materiálů, aerogel jako matrice.
Z kompozitů se vyrábějí skoro výlučně rohože s možným použitím na termální a akustické izolace, ochranné oděvy a mnoho jiných druhů, které jsou prodejné za cca desítinásobnou cenu (až 5000 USD/m3) oproti konvenčním výrobkům. 